# Capela do Senhor dos Passos (Porto)
A Capela do Senhor dos Passos ou Oratório da Capela de São Sebastião é uma capela localizada na Rua de São Sebastião, freguesia da Sé, na cidade do Porto, em Portugal.
Esta capela fazia parte de um conjunto de oratórios que pertenceram ao Convento dos Grilos e existiam nas ruas por onde era costume passar a procissão do Senhor dos Passos, na Quaresma.
Em 1834 as ordens religiosas foram extintas, as procissões foram suspensas e os oratórios foram desaparecendo. Hoje, restam apenas dois, o de São Sebastião e o da Rua de São Francisco, que foi transferido para a Rua Nova da Alfândega, em frente à Igreja de São Nicolau.